# Parco Lumphini
Il parco Lumphini è un parco cittadino di 57,6 ettari che si trova a Bangkok.
Il parco è uno dei pochi spazi pubblici all'aperto con alberi e campi da gioco della capitale thailandese e contiene un lago artificiale dove i visitatori possono noleggiare delle barche. Intorno al parco si snodano dei percorsi per un totale di circa 2,5 km molto popolari per chi fa jogging. Ufficialmente, il ciclismo è consentito solo tra le 10:00 e le 15:00. C'è un divieto di fumo in tutto il parco. I cani non sono ammessi.

## Storia
Il Lumphini Park venne realizzato negli anni venti dal re Rama VI su un terreno di proprietà della Corona dove sorgeva un museo in cui erano esposti molti prodotti e risorse naturali. Dopo la prima guerra mondiale, lo spazio venne utilizzato per costruire il primo parco di Bangkok mentre durante la seconda guerra mondiale il parco divenne un campo militare giapponese.
Il parco prende il nome da Lumbini, il luogo di nascita del Buddha nel Nepal, e al momento della sua creazione si trovava alla periferia della città mentre oggi si trova nel cuore del principale quartiere degli affari.
Una statua del re si trova all'ingresso sud-ovest del parco.

## Raduni politici
Il parco Lumphini è stato utilizzato come luogo di raduno per incontri politici di destra. Nel 2006 l'Alleanza popolare per la democrazia ha protestato nel parco contro il Primo ministro Thaksin Shinawatra. Nel 2013-2014 il parco è diventato uno dei principali siti di protesta del Comitato per le riforme democratiche popolari contro il Primo ministro Yingluck Shinawatra.

## Trasporti
Il parco Lumphini si trova vicino alla stazione Sala Daeng sulla linea Silom del BTS Skytrain e alle stazioni Lumphini e Si Lom sulla MRT Blue Line. Il parco è servito dagli autobus BMTA n. 4, 13, 14, 15, 17, 22, 45, 46, 47, 50, 62, 67, 74, 76, 77, 89, 109, 115, 116, 141, 149, 164, 173, 505, 507, 514 e 544.